# Petrus-Johannes-Kirche (Tautenburg)

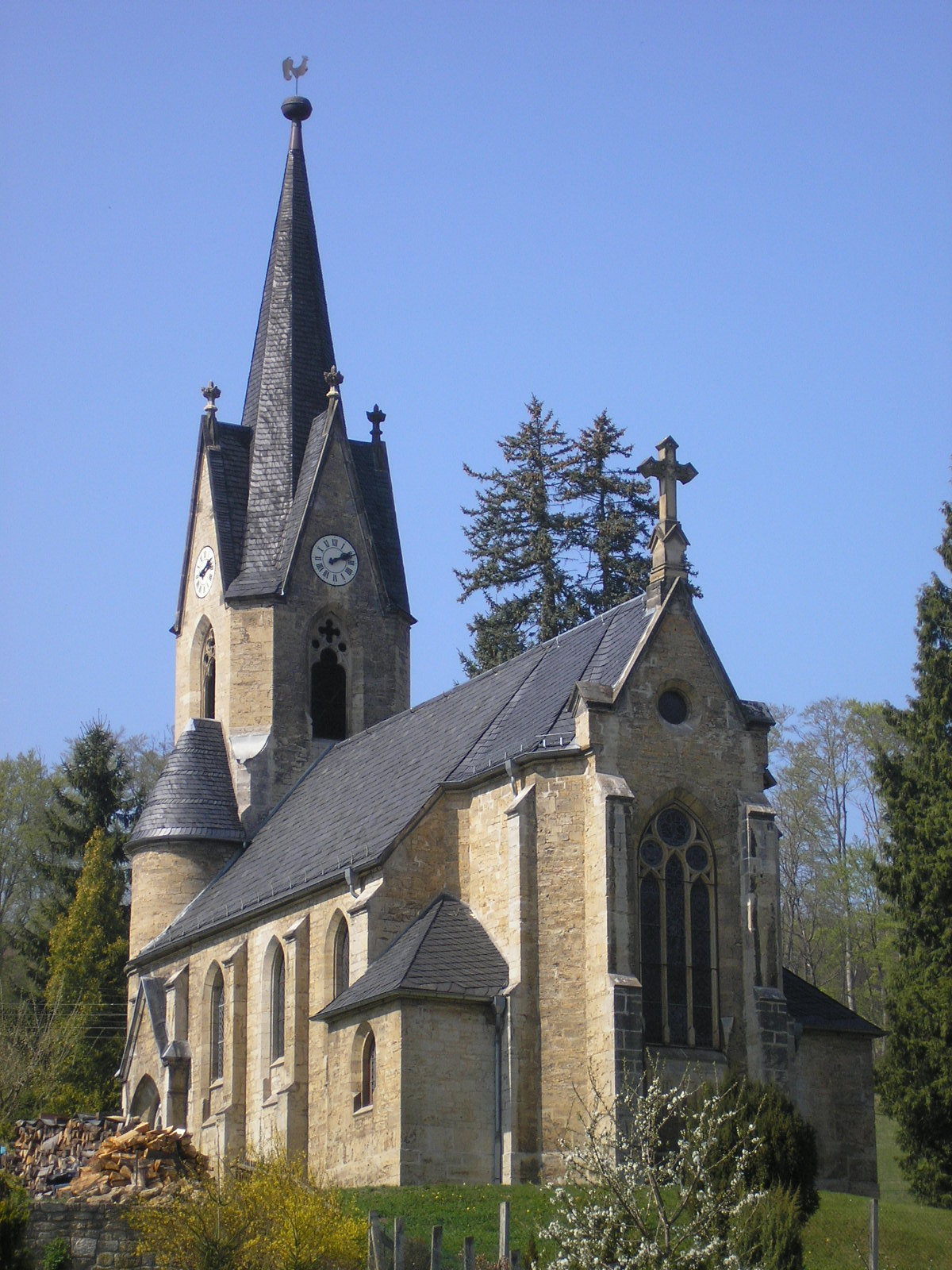
Die Kirche

Die neugotische Petrus-Johannes-Kirche steht in Tautenburg im Saale-Holzland-Kreis in Thüringen. Sie gehört zum Pfarrbereich Dorndorf-Steudnitz im Kirchenkreis Eisenberg der Evangelischen Kirche in Mitteldeutschland.

## Lage
Das Kirchengebäude liegt auf einer nordwestlichen Anhöhe des Dorfes und ist nach Osten vom Gelände des Friedhofs umgeben. Nördlich neben der Kirche wird an die Gefallenen der letzten Kriege erinnert. Westlich, weiter oben vor dem Kirchenwald, steht das ehemalige Pfarrhaus. Daneben liegt der Pfarrberg mit Nutzfläche.

## Geschichte
1232 ließen die Schenken von Tautenburg auf dem Berg im Schloss eine Kapelle bauen, danach eine kleine Dorfkirche mit getrenntem Glockenhaus. Diese Kirche war baufällig und wurde 1882 abgebrochen.
Am 18. Juni 1882 erfolgte die Grundsteinlegung zur jetzigen Kirche, die im neugotischen Stil erbaut wurde. Pfarrer Hermann Otto Stölten und Kirchenbaumeister Karl Weise waren die Triebkräfte. Die Kirche wurde am 15. September 1883 festlich unter Einbeziehung der Stifter und Spender eingeweiht. Auch der Schenk zu Tautenburg aus Ostpreußen und der Großherzog aus Weimar waren anwesend.

## Ausgestaltung des Kirchenschiffs
Die Kanzel befindet sich im südöstlichen Chor. Bilder von Martin Luther und Philipp Melanchthon sind zu den Seiten des Altars angebracht. Figuren von Petrus und Paulus schmücken die Kanzel.
Im Westchor befindet sich die Taufkapelle mit zweigeteilten Fenstern. In der Paramentenkammer befindet sich das Epitaph für Pfarrer Friedrich Butze, der 1650 in Tautenburg starb. Im Fenster ist das bunte Porträt Stöltens zu sehen.
Die mehrreihige Empore und die Orgel wurden später eingebaut und 1885 eingeweiht. 
Die Glocken sind digitalgesteuert. Die Bronzeglocke datiert von 1515. Die Stahlgussglocke von 1925 ersetzt eine Glocke, die 1914 für den Ersten Weltkrieg eingeschmolzen wurde. 1989 und nach 1990 erfolgten Renovierungen an Gebäude und Dach.